# Gavin Turk

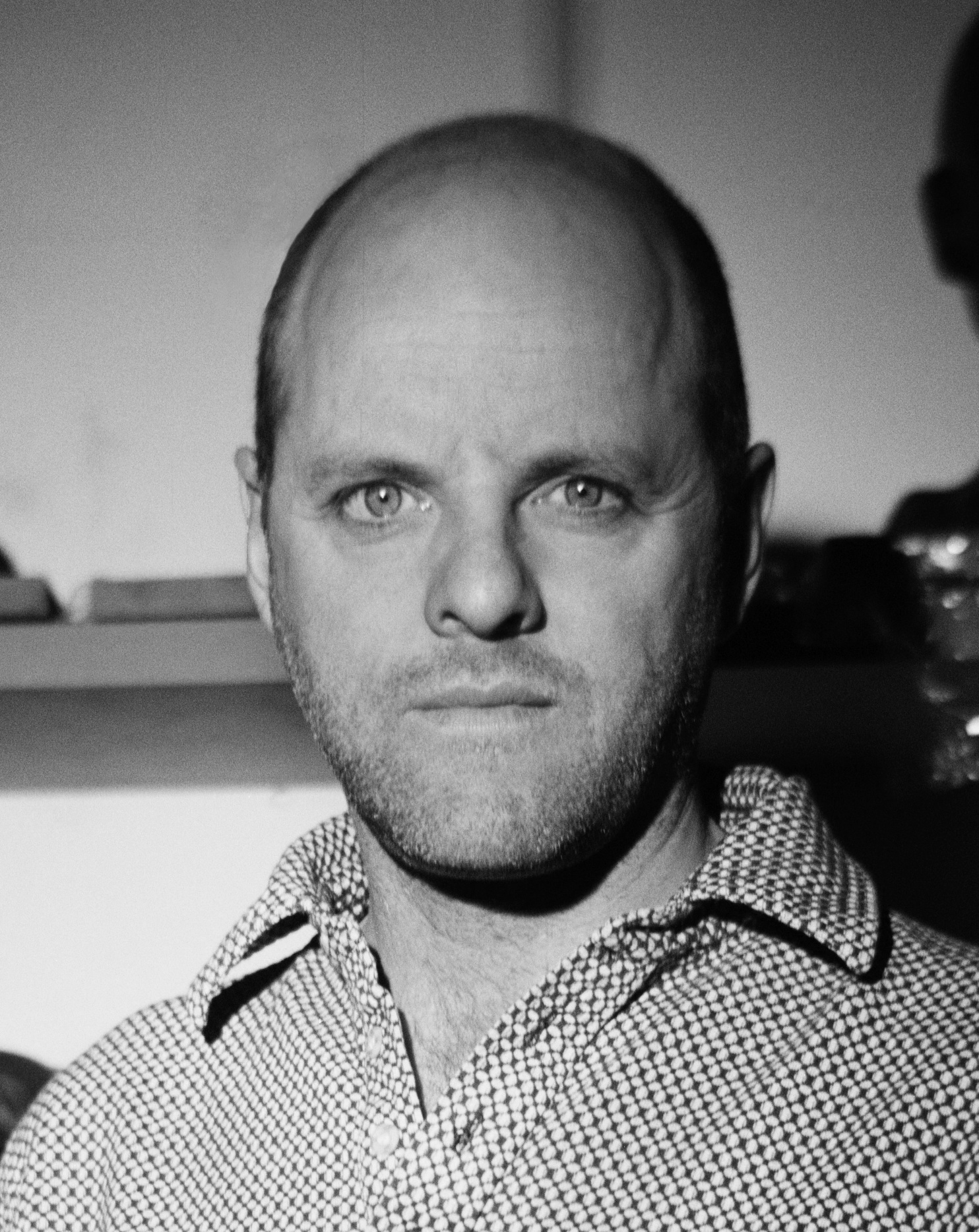
Gavin Turk

Gavin Turk (* 7. Juni 1967 in Guildford, Surrey, England, Großbritannien) ist ein englischer Bildhauer und Installationskünstler, der zu den Young British Artists gezählt wird.

## Leben
Turk studierte am Chelsea College of Arts and Design von 1986 bis 1989 und besuchte anschließend das Londoner Royal College of Art bis zum Jahre 1991. Seine Abschlussarbeit am Royal College of Art wurde von den Tutoren abgelehnt, er erhielt keinen formellen Abschluss für seine Installation Cave. Grund hierfür war, dass Turk einen weißgestrichenen Innenraum vorstellte, der mit einer Blue Plaque versehen war, auf welcher der Künstler mitteilte, dass Gavin Turk worked here, 1989–1991. Dieser Eklat sorgte für eine gewisse Bekanntheit des jungen Künstlers, sodass er unter anderem von Charles Saatchi und anderen Galeristen entdeckt wurde. Saatchi zeigte Turks Arbeiten 1997 in der Ausstellung Sensation (Ausstellung), die in der Royal Academy of Art, in Berlin im Hamburger Bahnhof – Museum für Gegenwart und in New York City im Brooklyn Museum ausgestellt wurde.
Turk hat in den letzten mehr als zwanzig Jahren national und international weltweit in Galerien und Museen ausgestellt. 2011 wurde seine erste Großskulptur, ein 12 Meter hoher Nail, in der Nähe der St Paul’s Cathedral in London aufgestellt. Seit 2012 ist er Professor für Kunst und Design an der Bath Spa University in Bath, England. Im August 2014 gehörte der Künstler zu den 200 Personen des Öffentlichen Lebens, die sich in einem Offenen Brief an die Londoner Tageszeitung The Guardian gegen das Referendum über die Unabhängigkeit Schottlands aussprachen.

## Preise und Auszeichnungen
- 2001: Jack Goldhill Award for Sculpture der Royal Academy of Arts, London für seine Bronzeskulptur Bag.
- 2007: Charles Wollaston Award der Royal Academy of Arts für seine Holzskulptur Dumb Candle.
- 2011: Dr. h.c. der University of East London.

## Ausstellungen
Einzelausstellungen
- 2013: Museum at Night, Bristol Museum and Art Gallery, Bristol, England.
- 2013: The Monaco Project for the Arts Presents Gavin Turk, École supérieure d’arts plastiques de la ville de Monaco.
- 2009: The Mirror Stage, Goodman Gallery, Kapstadt, Südafrika.
- 2008: Burnt Out, Kunsthaus Baselland, Basel.
- 2006: Last Year in Eggenberg (The Paradise show), Schloss Eggenberg.
- 2004: The Golden Thread, White Cube, London.
- 2002: Gavin Turk: Oevre, Tate Britain, London.
- 2002: Copper Jubilee, The New Art Gallery Walsall, Walsall, England
- 1993: A Marvellous Force of Nature, White Cube, London.

Gruppenausstellungen
- 2017: Risse in der Wirklichkeit. Gavin Turk / Jens Wolf, Marta Herford
- 2013: Au Dhabi Art Fair mit Nazar boncuğu.
- 2012: Déjà-vu? The Art of Reproduction from Dürer to You Tube, Staatliche Kunsthalle Karlsruhe.
- 2012: Made in Britain. Contemporary Art from the British Council Collection, Benaki-Museum, Athen.
- 2009: Pop Life: Art in a Material World, Tate Modern, London.
- 2009: The Art of Chess, Kunstmuseum Reykjavík, Reykjavík, Island.
- 2006: In the Darkest Hour there May Be Light: Works from Damien Hirst's Murderne Collection, Serpentine Gallery, London.
- 2004: Emotion Eins, Frankfurter Kunstverein, Frankfurt am Main.